# Dominique Beovardi
Dominique Beovardi, né à Ajaccio en Corse est un sportif français pratiquant les arts-martiaux.
Multiples champions du monde 
Aujourd'hui il est le fondateur du Cauro Judo Ju-Jitsu en 2021, devenu formateur fédéral en Ju-Jitsu il intervient lors de stage pour enseigné son art au futur professeur de Judo-Ju-Jitsu. 

## Biographie
Dominique Beovardi commence le judo à l'âge de cinq ans à l'ASPTT judo Ajaccio puis se tourne vers le ju-jitsu à l'âge de 30 ans. Membres de l'équipe de France Ju-jitsu, sélectionnés par Christophe Brunet, entraîneur de l'équipe de France de ju-jitsu lors d'un stage de sélection à l'INSEP les 1er et 2 février 2014.
Il remporte en avril 2014 le championnat de France à Châtellerault. S'ensuit une sélection aux championnats du monde de ju-jitsu « duo system » à Paris où il décroche-la médaille d'or avec son frère jumeau Jean-Jacques.
Le 27 novembre 2014, il décroche sa première médaille d'or aux championnats du monde de ju-jitsu à Paris (France).
Le 21 novembre 2015, les deux frères décrochent la médaille d'or en Duo Show (expression libre) lors des championnats du monde à Bangkok.
Triple champion de France, et double champion du monde, Dominique met fin a sa carrière de sportif de haut niveau en juin 2016.
En septembre 2017, il se tourne vers l'enseignement du Judo-Ju-jitsu.
En juin 2018, il décroche son diplôme de professeur d'Arts-Martiaux (FFJDA), passionné par la boxe et les sports de combat en général il décroche son diplôme de moniteur fédéral 2° (FFKMDA) en mars 2020 puis son diplôme fédéral 2° MMA (FMMAF) en septembre 2020.

## Palmarès
- Trois fois champion de France : 2014[1],2015[6],2016[7]
- Deux fois champion du monde 2014[2],2015[5]

## Championnats du monde
- Médaille d'or aux Championnats du Monde 2014 à Paris (France)
- Médaille d'or aux Championnats du Monde 2015 à Bangkok (Thaïlande)

## Championnats de France
- Médaille d'or aux championnats de France 2014 à Châtellerault.
- Médaille d'or aux championnats de France 2015 à Épinal.
- Médaille d'or aux championnats de France 2016 à Foix.

## Tournois nationaux et internationaux
- Médaille d'argent  au tournoi national de Marseille 2013.
- Médaille d'or au tournoi national d'Aquitaine à Dax 2013.
- Médaille d'argent au tournoi international du Nord à Mouvaux 2013.
- 3e au niveau national en décembre 2013.
- Médaille d'argent au tournoi international d'Orléans 2014.
- Médaille d'or au tournoi national de Lyon 2014.
- Médaille d'or au tournoi national d'Aquitaine à Dax 2014.
- Numéro 3 mondial en « Duo System » en décembre 2014.
- Numéro 1 au niveau national en décembre 2014.
- Médaille d'or au tournoi international d'Orléans 2015[8],[9]
- Médaille de bronze  au tournoi International de Paris 2015
- Numéro 3 mondial en « Duo System » en décembre 2015.
- Numéro 1 mondial en « expression libre » en décembre 2015